# Porsche Cayman (Typ 981c)
Der Porsche Cayman Typ 981c ist die zweite Generation des Porsche Cayman und teilt sich die technische Plattform mit dem Porsche Boxster (Typ 981). Er wurde am 29. November 2012 auf der LA Auto Show vorgestellt. Er ist leichter als sein Vorgänger und verfügt über 10 PS (Cayman) bzw. 5 PS (Cayman S) mehr Leistung als sein Vorgänger. Der Nachfolger des Cayman R war der Cayman GTS als leistungsstärkeres und damit sportlicheres Modell der Baureihe mit einer Mehrleistung von 10 PS.
Der Nachfolger des Cayman (981c) wurde unter dem Namen 718 Cayman im April 2016 auf der Autoshow in Peking vorgestellt. Er trägt nun – wie der bereits Anfang 2016 vorgestellte 718 Boxster – die Nummern 718 im Namen, die an den früheren Rennwagen Porsche 718 erinnern sollen. Die Verbindung wird dadurch hergeleitet, dass sowohl im 718, als auch in der neuen Modellreihe 982 (718 Boxster/718 Cayman) 4-Zylinder-Motoren verbaut sind. Außerdem erhielt erstmals Turbo-Technik im Cayman/Boxster Einzug.

## Cayman

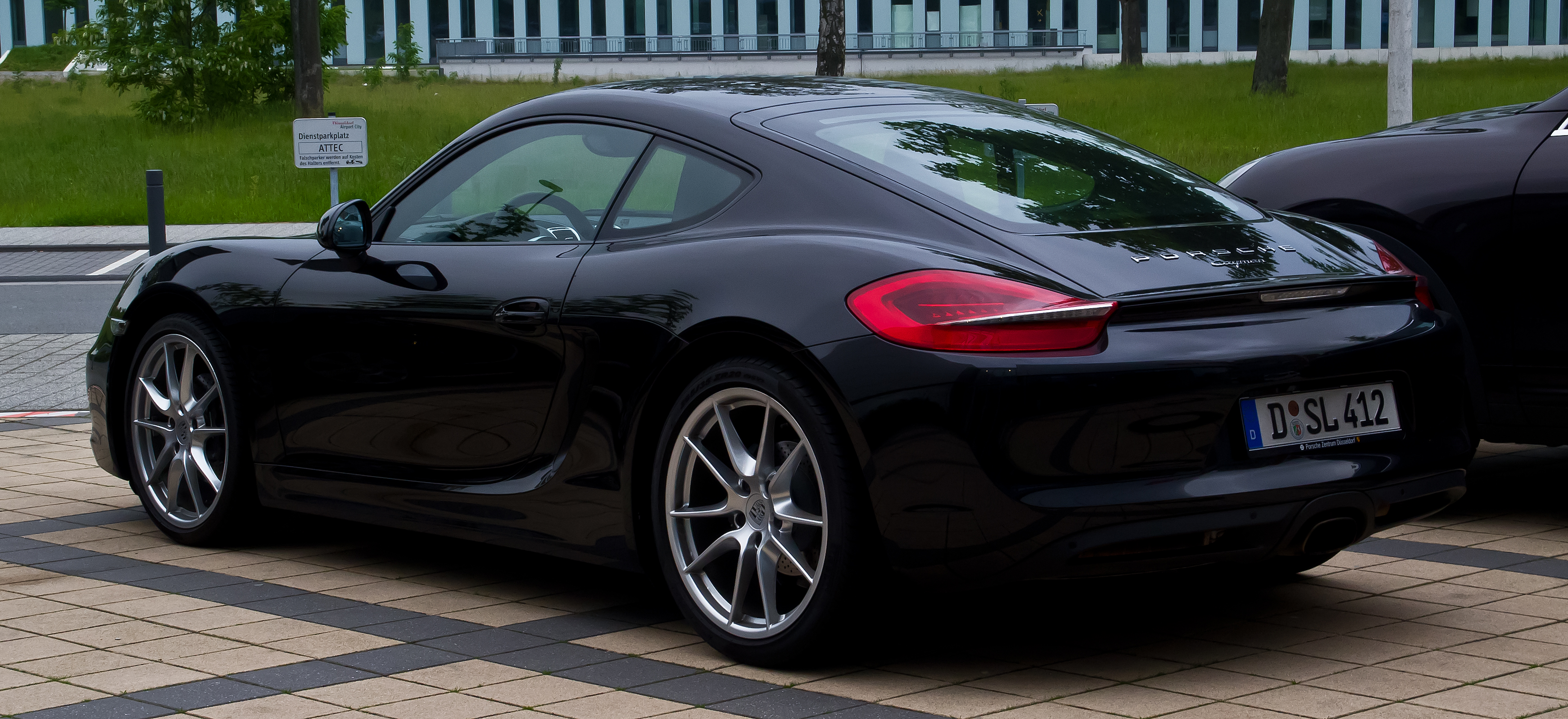
Seitenansicht
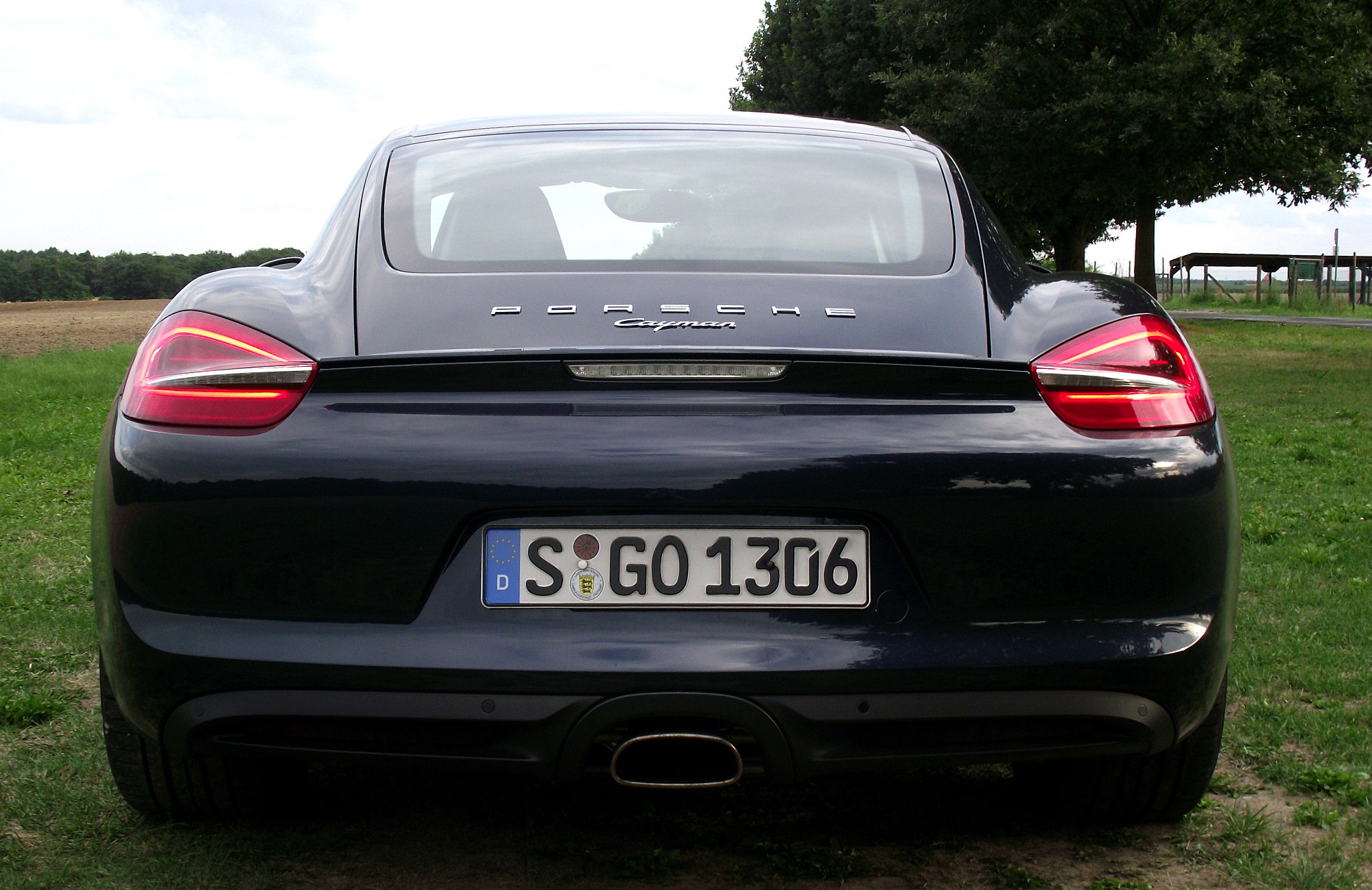
Heckansicht
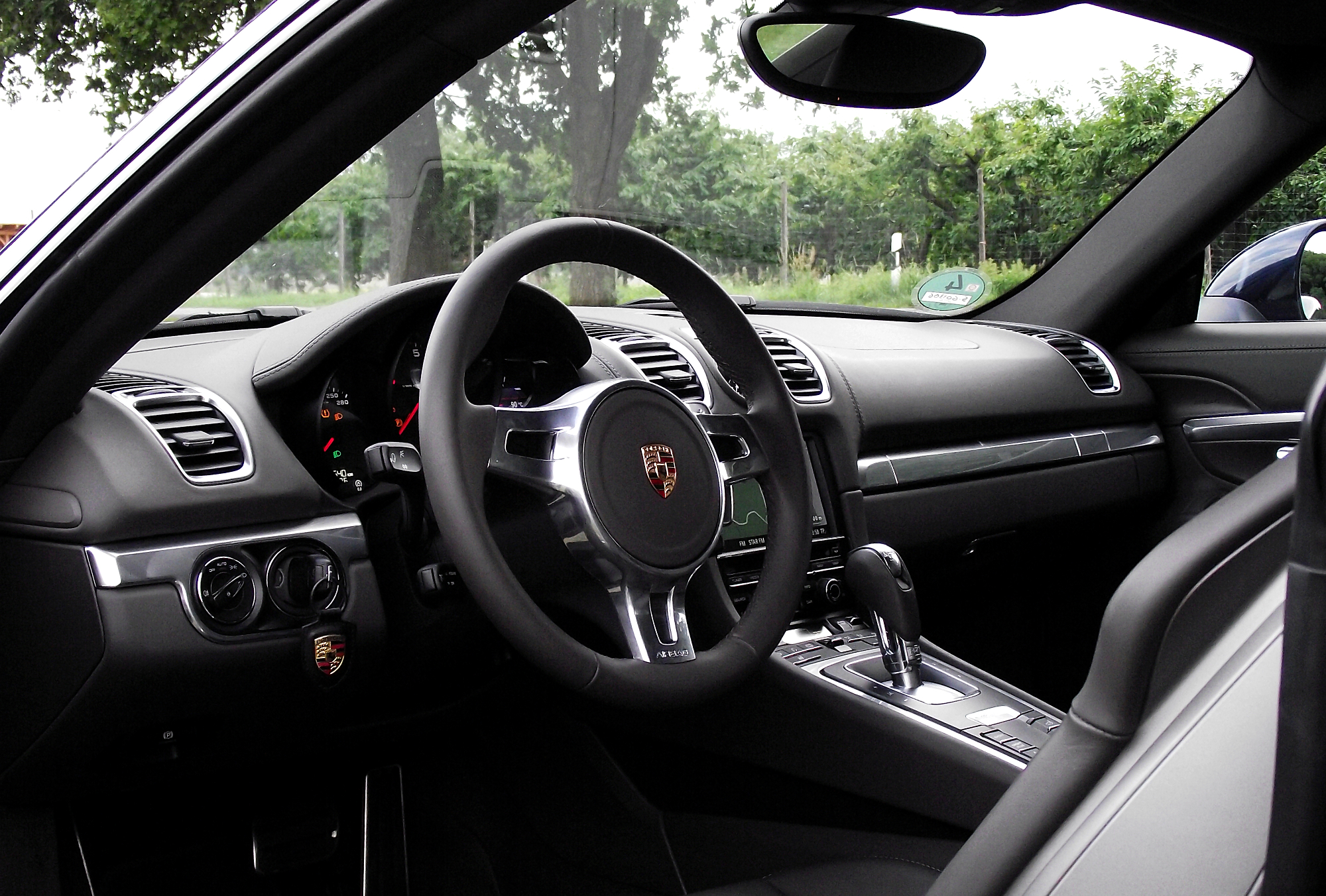
Interieur in Leder Achatgrau mit PDK
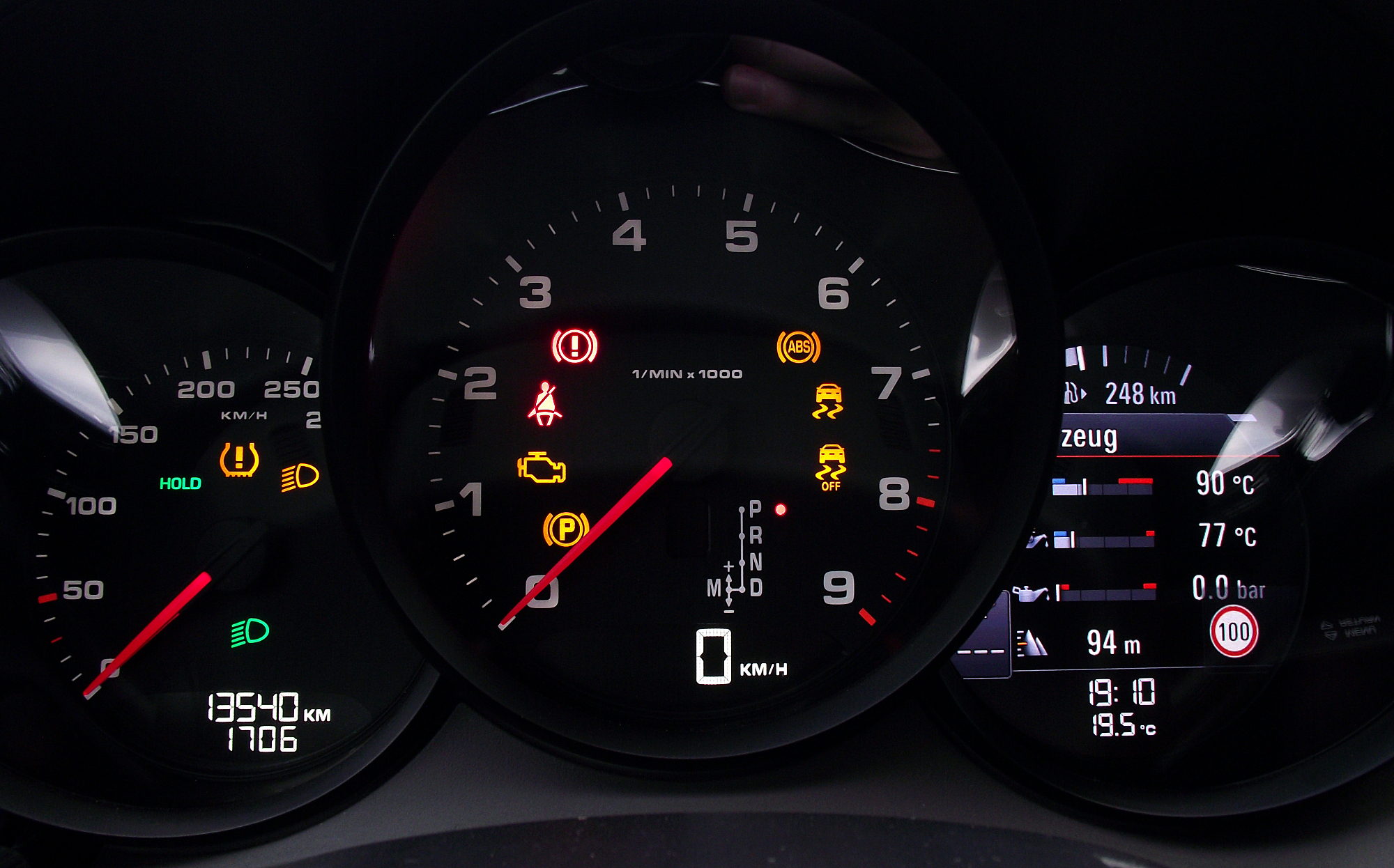
Kombiinstrument mit zentralem Drehzahlmesser

## Cayman GTS

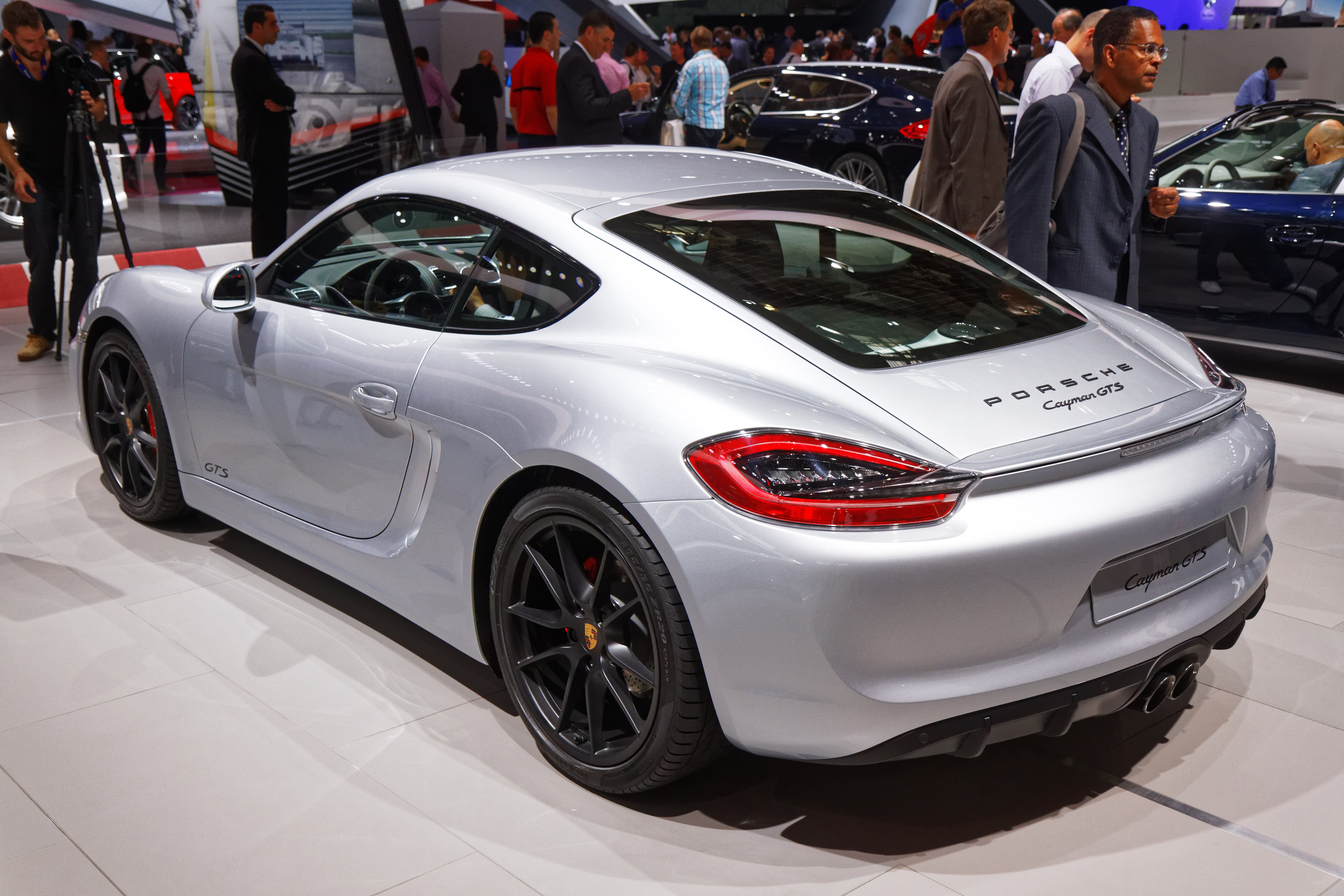
Porsche Cayman GTS (981)
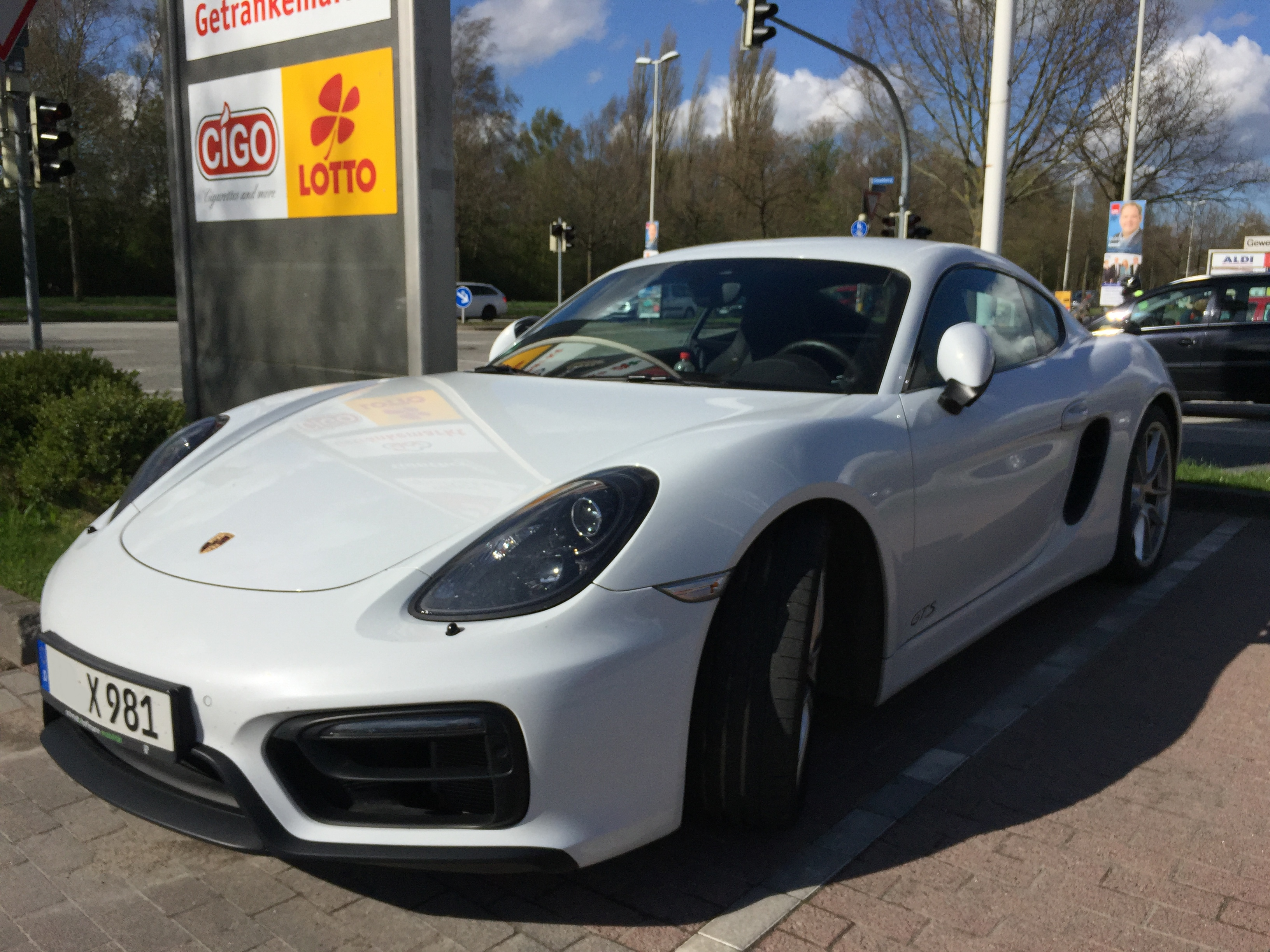
Porsche Cayman GTS (981)
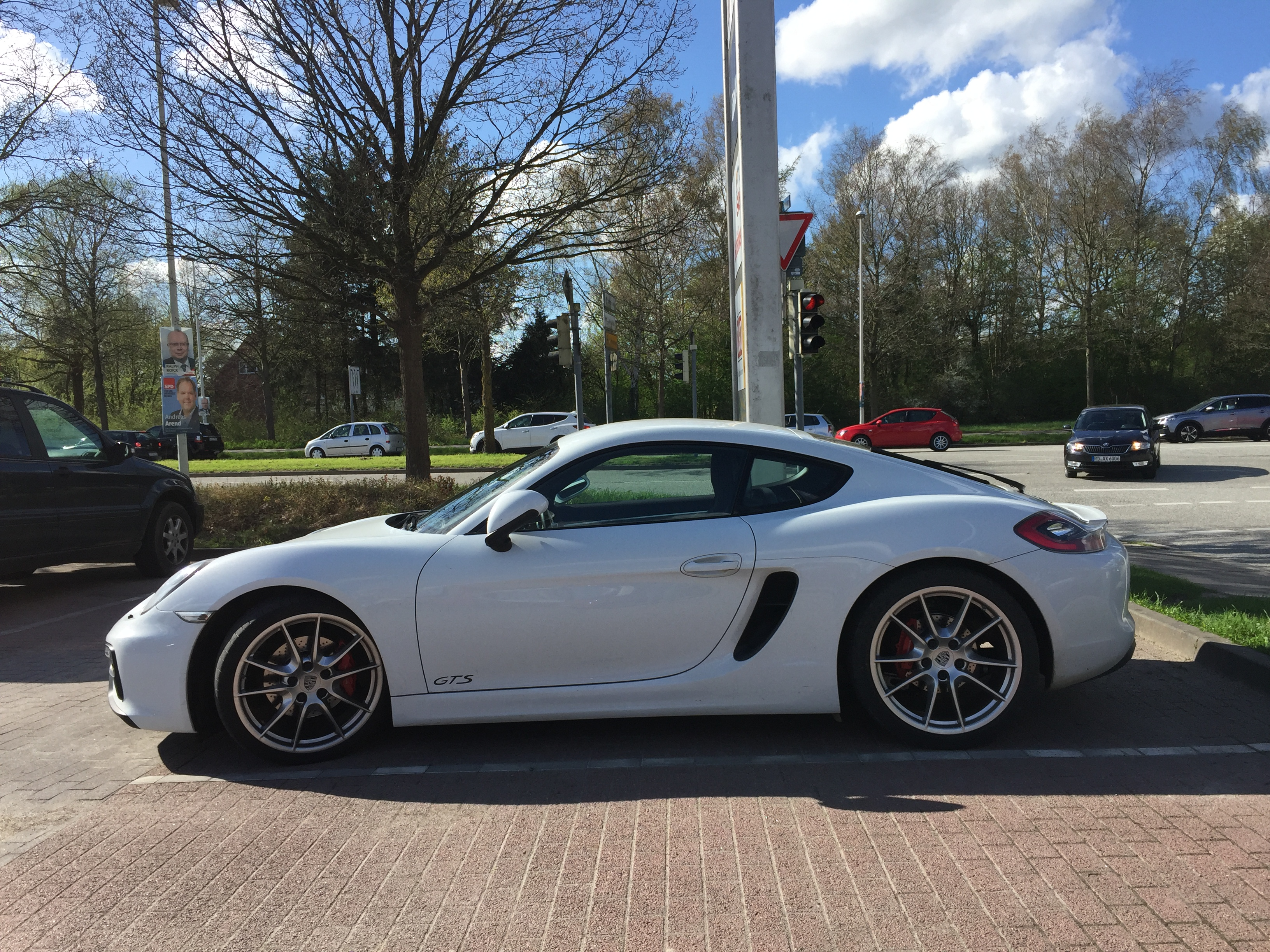
Porsche Cayman GTS (981)

## Cayman GT4
Auf dem Genfer Auto-Salon 2015 wurde der Cayman GT4 als leistungsstärkste und sportlichste Variante des Cayman vorgestellt. Der 3,8-Liter-Boxermotor stammt aus dem Porsche 911 Carrera S (991). Die Vorderachse, Teile der Hinterachse und Bremsen stammen vom Porsche 911 GT3 (991). Beim Fahrwerk können Spur, Sturz, Fahrzeughöhe und die Stabilisatoren eingestellt werden. Bedingt durch diese abweichenden Fahrwerksteile hat der Cayman GT4 einen abweichenden Radstand im Vergleich zu den Modellen Cayman, Cayman S und Cayman GTS.

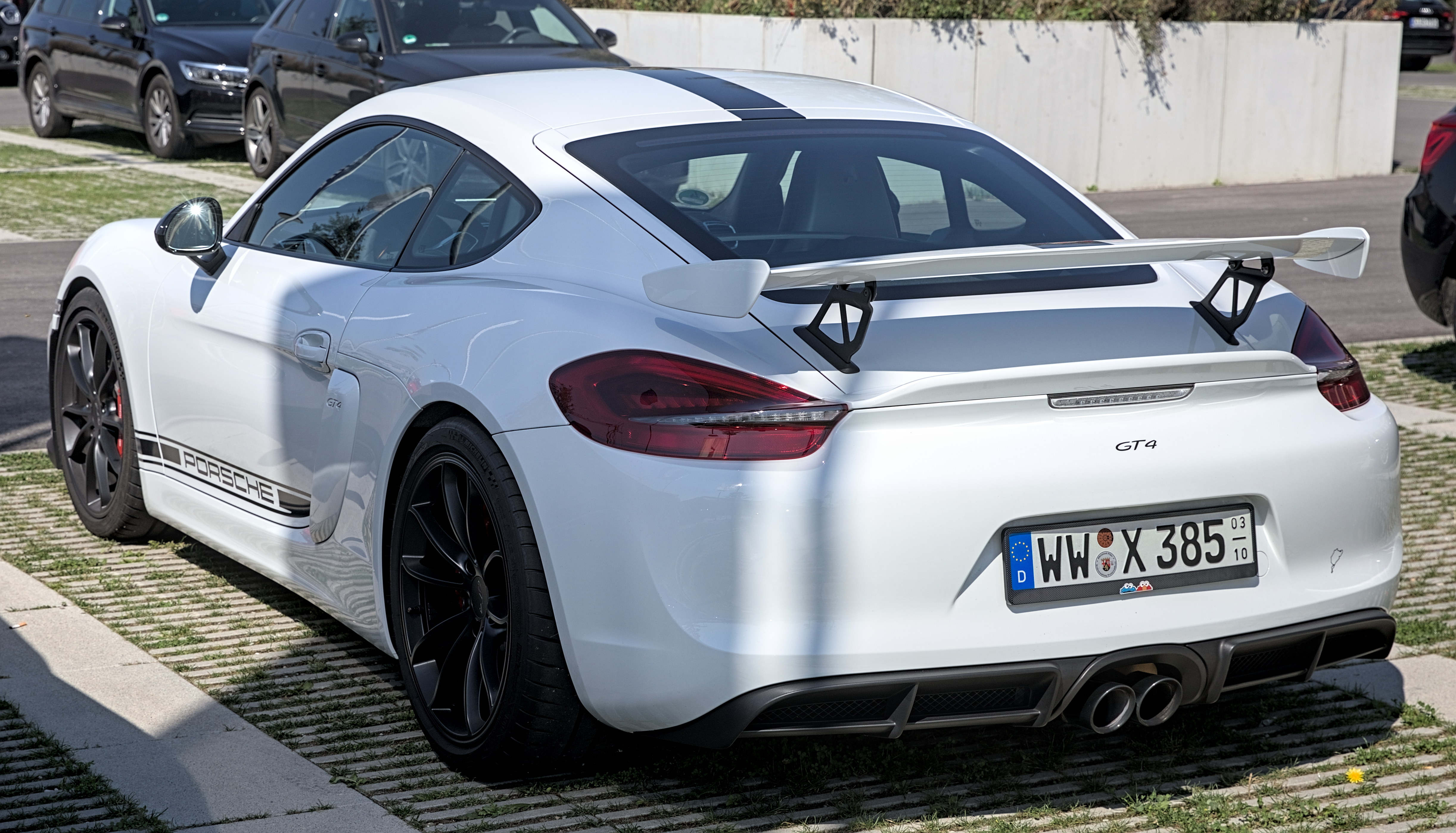
Porsche Cayman GT4 (981)
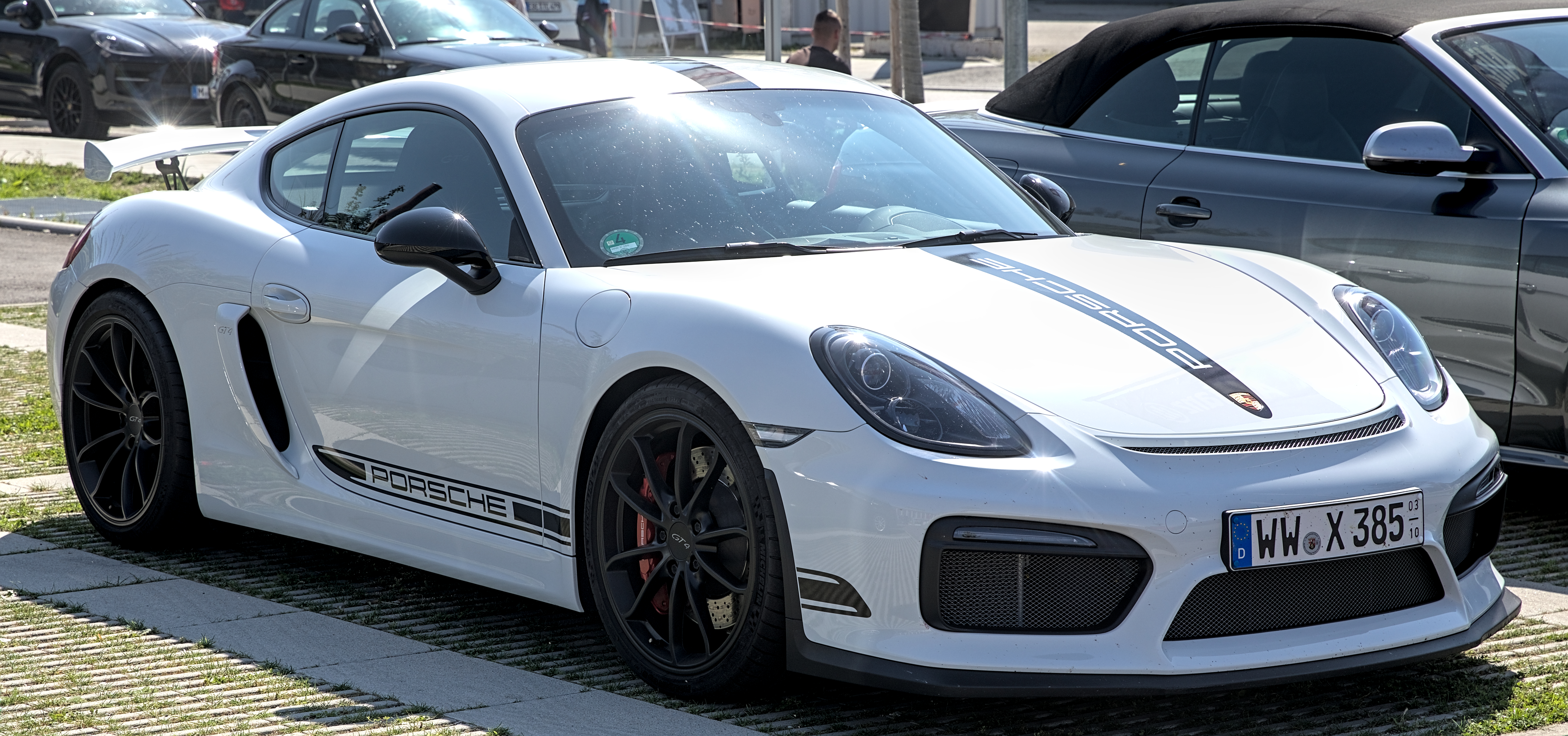
Porsche Cayman GT4 (981)

## Modellpflege
Wie beim Boxster (Typ 981) ist der Radstand gewachsen und die Karosserieüberhänge wurden verringert. Die Außenspiegel sind wie bei sämtlichen Porsche-Modellen seit dem Panamera (Typ 970) nicht mehr im Fensterdreieck, sondern an den Türen angebracht. Die Heckscheibe wurde vergrößert. Sie ist nicht mehr im Rahmen der Heckklappe eingelassen wie beim Vorgänger, sondern liegt außen bündig an. Die marktunübliche Höherpositionierung beim Preis und bei der Leistung gegenüber dem Cabrio ist auch in der zweiten Generation geblieben.

## Technische Daten
| Porsche Cayman:                            | Cayman | Cayman S | Cayman GTS | Cayman GT4 |
| ------------------------------------------ | --- | --- | --- | --- |
| Motor:                                     | Sechszylinder-Boxermotor (Viertakt) als Mittelmotor mit Benzindirekteinspritzung DFI                                                                                  | Sechszylinder-Boxermotor (Viertakt) als Mittelmotor mit Benzindirekteinspritzung DFI                                                                                  | Sechszylinder-Boxermotor (Viertakt) als Mittelmotor mit Benzindirekteinspritzung DFI                                                                                  | Sechszylinder-Boxermotor (Viertakt) als Mittelmotor mit Benzindirekteinspritzung DFI                                                                                  |
| Hubraum:                                   | 2706 cm³ | 3436 cm³ | 3436 cm³ | 3800 cm³ |
| Leistung bei 1/min:                        | 202 kW (275 PS)/7400 | 239 kW (325 PS)/7400 | 250 kW (340 PS)/7400 | 283 kW (385 PS)/7400 |
| Max. Drehmoment bei 1/min:                 | 290 Nm/4500–6500 | 370 Nm/4500–5800 | 380 Nm/4750–5800 | 420 Nm/4750–6000 |
| Ventilsteuerung:                           | 4-Ventil-Technik, 2 Nockenwellen pro Zylinderbank Nockenwellenverstellung und Ventilhubschaltung durch VarioCam Plus Automatischer Ventilspielausgleich (Hydrostößel) | 4-Ventil-Technik, 2 Nockenwellen pro Zylinderbank Nockenwellenverstellung und Ventilhubschaltung durch VarioCam Plus Automatischer Ventilspielausgleich (Hydrostößel) | 4-Ventil-Technik, 2 Nockenwellen pro Zylinderbank Nockenwellenverstellung und Ventilhubschaltung durch VarioCam Plus Automatischer Ventilspielausgleich (Hydrostößel) | 4-Ventil-Technik, 2 Nockenwellen pro Zylinderbank Nockenwellenverstellung und Ventilhubschaltung durch VarioCam Plus Automatischer Ventilspielausgleich (Hydrostößel) |
| Kühlung:                                   | Flüssigkeitskühlung | Flüssigkeitskühlung | Flüssigkeitskühlung | Flüssigkeitskühlung |
| Antriebsart:                               | Hinterradantrieb | Hinterradantrieb | Hinterradantrieb | Hinterradantrieb |
| Getriebe:                                  | 6-Gang-Schaltgetriebe | 6-Gang-Schaltgetriebe | 6-Gang-Schaltgetriebe | 6-Gang-Schaltgetriebe |
| Getriebe optional:                         | 7-Gang-PDK | 7-Gang-PDK | 7-Gang-PDK | – |
| Radaufhängung vorn:                        | Einzelradaufhängung, Stabilisator | Einzelradaufhängung, Stabilisator | Einzelradaufhängung, Stabilisator | Einzelradaufhängung, Stabilisator |
| Karosserie:                                | Selbsttragende Stahl-Karosserie mit Aluminiumbauteilen mit bei 120 km/h automatisch ausfahrendem Heckspoiler                                                          | Selbsttragende Stahl-Karosserie mit Aluminiumbauteilen mit bei 120 km/h automatisch ausfahrendem Heckspoiler                                                          | Selbsttragende Stahl-Karosserie mit Aluminiumbauteilen mit bei 120 km/h automatisch ausfahrendem Heckspoiler                                                          | Selbsttragende Stahl-Karosserie mit Aluminiumbauteilen mit starrem Heckspoiler                                                                                        |
| Maße (l × b × h):                          | 4380 mm × 1801 mm × 1295 mm | 4380 mm × 1801 mm × 1295 mm | 4380 mm × 1801 mm × 1295 mm | 4438 mm × 1817 mm × 1266 mm |
| Tankinhalt:                                | 64 Liter | 64 Liter | 64 Liter | 54 / 64 Liter |
| Radstand:                                  | 2475 mm | 2475 mm | 2475 mm | 2484 mm |
| cw-Wert:                                   | 0,30 | 0,30 | 0,31 | 0,32 |
| Leergewicht nach EG-Norm:                  | 1385 kg mit PDK: 1415 kg | 1395 kg mit PDK: 1425 kg | 1420 kg mit PDK: 1450 kg | 1415 kg |
| Höchstgeschwindigkeit:                     | 266 km/h mit PDK: 264 km/h | 284 km/h mit PDK: 281 km/h | 285 km/h mit PDK: 283 km/h | 295 km/h |
| Beschleunigung, 0–100 km/h in sek.         | 5,7 mit PDK: 5,6/5,4 Sport+ | 5,0 mit PDK: 4,9/4,7 Sport+ | 4,9 mit PDK: 4,8/4,6 Sport+ | 4,4 |
| Kraftstoffverbrauch auf 100 km:            | 8,2 l mit PDK: 7,7 l | 8,8 l mit PDK: 8,0 l | 9,0 l mit PDK: 8,2 l | 10,3 l |
| CO2-Emission g/km:                         | 192 mit PDK: 180 | 206 mit PDK: 188 | 211 mit PDK: 190 | 238 |
| Grundpreis (August 2015) inkl. 19 % MwSt.: | 51.385 Euro | 64.118 Euro | 73.757 Euro | 85.776 Euro |

## Außenlackierungen
Neben vier aufpreisfreien Unilacken gibt es eine Reihe verschiedener, optionaler Metalliclackierungen.
Serie:
| schwarz (seit 2013) | indischrot (seit 2013) | weiß (seit 2013) | racinggelb (seit 2013) |

Metallic:
| basaltschwarz (seit 2013)  | platinsilber (seit 2013)  | aquablau (seit 2013)   | dunkelblau (seit 2013) | mahagoni (seit 2013)    |
| anthrazitbraun (seit 2013) | rhodiumsilber (seit 2013) | saphirblau (seit 2013) | achatgrau (seit 2013)  | amaranthrot (seit 2013) |

Metallic-Sonderfarbe:
| GT-silber (seit 2013) | cognac (seit 2013) | limegold (seit 2013) |